# (6150) Neukum
(6150) Neukum (1980 FR1) – planetoida z pasa głównego asteroid okrążająca Słońce w ciągu 5 lat i 220 dni w średniej odległości 3,15 j.a. Została odkryta 16 marca 1980 roku.